# Carl Bengtsson (organist)
Carl Bengtsson, född 16 juli 1903 i Spannarps församling i Hallands län, död 5 februari 1987 i Malmö, var en svensk organist. 
Bengtsson avlade organist- och kantorsexamen i Göteborg 1920, organistexamen vid Kungliga Musikkonservatoriet i Stockholm 1925, musiklärarexamen vid samma 1929 och kyrkosångarexamen i Visby 1929. Han bedrev specialstudier i kontrapunkt för professor Ernst Ellberg, 6 terminer, i piano för Sven Brandel, 12 terminer och piano även för professor Anders Rachlev, Köpenhamn, 20 terminer.
Carl Bengtsson var organist och kantor i Vadstena klosterkyrka 1931–1942.Därefter verksam i Malmö S:t Petri församling till pensioneringen 1969. Musiklärare vid Malmö konservatorium 1966–1974 och tillhörde dessutom dess styrelse under många år. Efter sin pensionering 1969 blev han vald till att sköta tjänsten som organist och konsertarrangör vid Malmö museum fram till 1983. Som museiorganist gjorde han Skovgaardsalen till en attraktiv mötesplats för musikälskande museibesökare. Under många år var han utsedd till Lunds stifts orgelkonsult i orgelärenden i åtskilliga skånska församlingar. 
Carl Bengtsson framträdde som pianosolist med Norrköpings Orkesterförening vid dess konserter i Norrköping, Nyköping, Kristinehamn och Vadstena (Griegs pianokonsert: Francks Symfoniska variationer) och med Malmö Musiksällskap (Beethovens konsert i c-moll) samt Malmö Konserthusstiftelse (Grieg). Han medverkade även som ackompanjatör vid romansaftnar. 
Han gav orgelkonserter i såväl svensk som dansk radio, Stuttgart (Südwestdeutche Rundfunk) och Bruxelles med helt svenska program. Orgelkonserter gavs med företrädesvis svensk musik i Köpenhamns, Odenses, Århus, Viborgs och Hardeslefs Domkyrkor i Danmark. I Kiel, Hamburg (flera kyrkor), Lüneburg, Celle, Duisburg, Stuttgart, Esslingen och Ulms domkyrka i Tyskland också med svensk orgelmusik. Konserter gavs också i Belgien och i Österrike. I S:t Petri kyrka i Malmö gav han mer än 200 orgelkonserter, varvid bland annat Bachs samtliga orgelverk framfördes.
Av framförda körverk med S:t Petri kyrkokör kan nämnas;
- H. Schütz: Jesu 7 ord på korset och Matteuspassionen en följd av år
- Buxtehude: ett flertal kantater
- Bach: Johannespassionen en följd av år
- Britten: Te Deum (även i radio)
- L-E Larsson: Missa brevis
- Bruckner: Tre motetter (även i radio)

Carl Bengtsson komponerade även koralvariationer för orgel, till exempel Vi tacka Dig, o Jesu god (Nordiska Musikförlaget), Oss kristna bör tro och besinna, Salve Regina (Birgittafantasi) och Legend för orgel (Noteria).  Hans intresse för gamla orglar förde honom bland annat till Spanien för studier. Med skivinspelningar har han dokumenterat S:t Petri orglar, det vill säga den 84-stämmiga Marcussen-orgeln från 1951 och kyrkans första orgel, byggd 1666 av Fritsch. 1972 tilldelades han Kungliga Musikaliska Akademiens medalj "För tonkonstens främjande".